# Кортес де Альбакар, Мартин
Мартин Кортес де Альбакар (исп. Martín Cortés de Albacar, 1510—1582) — испанский космограф. В 1551 году он издал книгу о навигации Arte de navigar (также известна как Breve compendio).
Он родился в Бухаралосе в провинции Сарагоса. С 1530 он в Кадисе преподавал космографию и навигацию. В его книге Arte de navigar содержится первое известное описание ноктурлабиума.